# Gbaya-Manza-Ngbaka jezici
Gbaya-Manza-Ngbaka jezici (Gbaya jezici), skupina od (15) nigersko-kongoanskih jezika raširenih uglavnom na području Srednjoafričke Republike, te nadalje u Kongu i Kamerunu. 
Zajedno sa skupinama Banda (16), Ngbandi (6), Sere-Ngbaka-Mba (28) i Zande (6), čini širu ubanšku skupinu adamawa-ubanških jezika. predstavnici su : 
a. Centralni (4) Srednjoafrička Republika: bokoto, gbanu, gbaya-bossangoa, gbaya-bozoum.
b. Istočni (6) Srednjoafrička Republika, Demokratska Republika Kongo, Kongo: ali, bofi, bonjo, manza, ngbaka, ngbaka manza.
c. Sjeverozapadni (1) Srednjoafrička Republika: gbaya (sjeverozapadni).
d. Jugozapadni (3; prije 2) Srednjoafrička Republika, Kamerun: bangandu, gbaya (jugozapadni); novopriznati gbaya-mbodomo.
e. Suma, Srednjoafrička Republika

## Vanjske poveznice
- Ethnologue (14th)
- Ethnologue (15th)